# Colin Mochrie

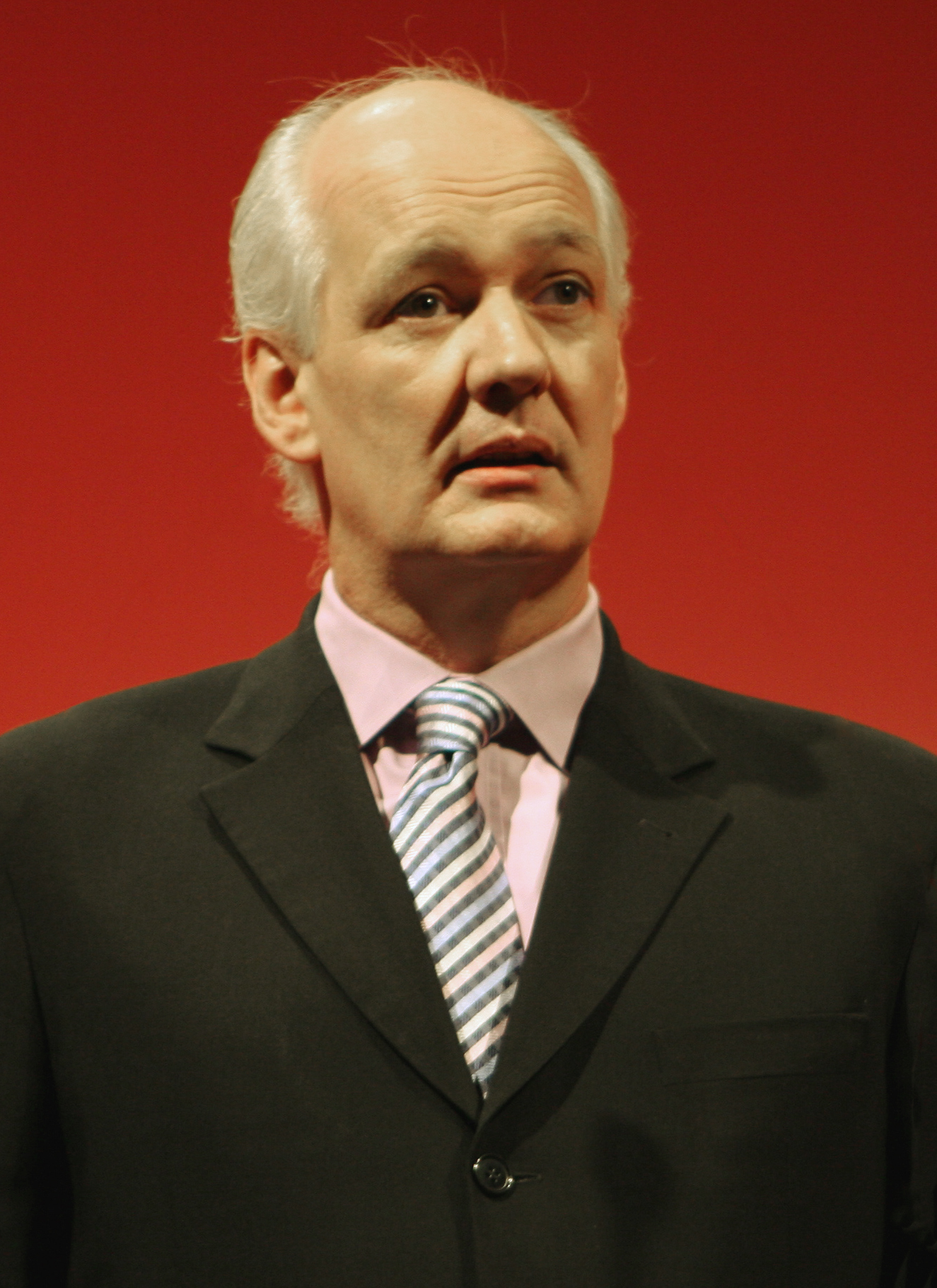
Colin Mochrie

Colin Mochrie är en kanadensisk komiker, mest känd för sitt framträdande i tv-programmet Whose Line is it Anyway?. Han föddes 1957 i Kilmarnock, Skottland, och har varit aktiv inom showbranschen sedan 1977. Idag bor han i Toronto.